# Miasta Malty
Z uwagi na fakt, że Malta jest de facto państwem-miastem oficjalnie nie posiada żadnych miast. Zgodnie z Konstytucją, jedynym elementem podziału administracyjnego poniżej poziomu państwa są rady lokalne (samorządy), których jest 68.
W historii Malty funkcjonowało jednak kilka miast, które ujęto w poniższej tabeli:
| Obecna rada lokalna | Tytuł                        | Rok uzyskania praw miejskich | Zdjęcie | Informacje dodatkowe                                      |
| ------------------- | ---------------------------- | ---------------------------- | ------- | --------------------------------------------------------- |
| Birgu               | Città Vittoriosa             | 1530                         |         | Stolica Malty od 1530 do 1571. Jedno z tzw. Three Cities. |
| Bormla              | Città Cospicua               | 1722                         |         | Jedno z tzw. Three Cities.                                |
| Mdina               | Città Notabile Città Vecchia |                              |         | De facto stolica Malty od czasów antycznych do 1530       |
| Qormi               | Città Pinto                  | 1743                         |         |                                                           |
| Rabat / Victoria    | Città Victoria               | 1887                         |         | Główna miejscowość wyspy Gozo. Częścią jest Cittadella.   |
| Isla                | Città Invicta                | 1565                         |         | Jedno z tzw. Three Cities.                                |
| Siġġiewi            | Città Ferdinand              | 1797                         |         |                                                           |
| Valletta            | Città Umilissima             | 1571                         |         | Obecna stolica Malty.                                     |
| Żabbar              | Città Hompesch               | 1797                         |         |                                                           |
| Żebbuġ              | Città Rohan                  | 1777                         |         |                                                           |
| Żejtun              | Città Beland                 | 1797                         |         |                                                           |